# 奧克曼 (喬治亞州)
奧克曼（英語：Oakman）是位於美國喬治亞州戈登縣的一個非建制地區。該地的面積和人口皆未知。

## 地理
奧克曼的座標為34°33′59″N 84°42′30″W / 34.56639°N 84.70833°W，而該地的平均海拔高度為225米（即738英尺）。